# Makambako
Makambako ist eine Stadt im Südwesten von Tansania.

## Geographie
Makambako ist mit rund 116.000 Einwohnern (Stand 2022) nach der Regionshauptstadt Njombe die zweitgrößte Stadt der Region Njombe. Die Stadt liegt in einer Höhe von 1658 Meter über dem Meer auf dem Makambako-Plateau. Die Gegend markiert das südwestliche Ende des Eastern-Arc-Gebirges, das Tansania nach Nordwesten bis zur Grenze nach Kenia durchzieht. Das Klima in Makambako ist warm und gemäßigt, Cwb nach der effektiven Klimaklassifikation. Die rund 1000 Millimeter jährlichen Niederschläge fallen großteils von November bis April, die Monate Juni, Juli, August und September sind sehr trocken. Die Jahresdurchschnittstemperatur liegt bei 18,6 Grad Celsius. Am wärmsten ist es im Dezember mit 21,2 Grad, am kühlsten im Juli mit 15,9 Grad Celsius.

## Verwaltungsgliederung
Verwaltungstechnisch ist Makambako eine Division, die aus acht Gemeinden (Wards) besteht:
| Gemeinde    | Typ      | Fläche km2 | Einwohner 2012 |
| ----------- | -------- | ---------- | -------------- |
| Ubena       | Stadt    | 23,8       | 17.691         |
| Mjimwema    | Stadt    | 24,8       | 28.998         |
| Mlowa       | Vorstadt | 82,1       | 5.712          |
| Lyamkena    | Vorstadt | 86,2       | 9.383          |
| Mwembetogwa | Stadt    | 11,2       | 7.382          |
| Mahongole   | Vorstadt | 277,7      | 9.222          |
| Kitandililo | Vorstadt | 245,1      | 6.842          |
| Utengule    | Vorstadt | 132,8      | 8.597          |

## Geschichte
Der Name „Makambako“ bedeutet in der Sprache der Bena „Stierkampfarena“. Da in früherer Zeit hier Stierkämpfe stattfanden, wurde die Gegend so benannt. Die Stadt wurde 1984 gegründet, wegen seines starken wirtschaftlichen Wachstums wurde Makambako im Jahr 2012 zum Stadt-Council erhoben.
| Die größten Ethnien in der Stadt sind die Bena, Hehe und Kinga. Durch die steigende Zahl der Beschäftigten in Regierungsbüros und Geschäften gibt es eine Zuwanderung aus dem Umland. Die Bevölkerungszahl in der Stadt stieg von 69.056 bei der Volkszählung im Jahr 2002 auf 93.827 im Jahr 2012. Das entspricht einem jährlichen Wachstum von 3,1 Prozent und einer Verdopplungszeit von weniger als 23 Jahren. Zwei Drittel der Bevölkerung sprachen Swahili, sechzehn Prozent Swahili und Englisch, siebzehn Prozent waren Analphabeten. | Hier fehlt eine Grafik, die leider im Moment aus technischen Gründen nicht angezeigt werden kann. Wir arbeiten daran! |

- Bildung: Für die Bildung der Jugend sorgen 40 Grundschulen und 16 weiterführende Schulen.[10] Bei einer staatlichen Vorgabe von einem Lehrer je 45 Schüler in den Grundschulen, lag das Verhältnis in Makambako im Jahr 2013 bei 1:36.[11]
- Gesundheit: In der Stadt befinden sich zwei Krankenhäuser und ein Gesundheitszentrum.[10]
- Wasser: Im Jahr 2014 wurden 57 Prozent der Bevölkerung mit sauberem Wasser versorgt.[12]
- Elektrizität: Zu etwa sechzig Prozent wurde Kerosin als Quelle für die Beleuchtung verwendet, rund ein Viertel der Haushalte verwendete Strom (Stand 2012).[13] Mit Hilfe der Firma Norsk Vind wird am Nordrand der Stadt ein Windpark bestehend aus 25 Windrädern mit einer Gesamtleistung von 100 Megawatt geplant.[14][15] Eine Beauftragung ist für 2023 geplant.[16][veraltet]

| - Landwirtschaft: Obwohl Makambako ein Stadtgebiet ist, beschäftigen sich rund zwei Drittel der Haushalte mit Landwirtschaft. Dies ist einerseits darauf zurückzuführen, dass die meisten Zuwanderer Bauern waren und Ackerbau und Viehzucht gewohnt sind, andererseits zwingen hohe Lebenshaltungskosten viele Arbeitnehmer zur Selbstversorgung. Das wichtigste Anbauprodukt ist Mais, gefolgt von Bohnen und Kartoffeln. Ein Drittel der Haushalte hält Nutztiere, vor allem Hühner, aber auch Rinder (Stand 2012). - Straße: Makambako liegt an der Nationalstraße T1, die von Daressalam nach Westen bis Sambia führt. In Makambako zweigt die ebenfalls asphaltierte Nationalstraße T6 nach Süden nach Njombe ab. - Eisenbahn: Durch Makambako verläuft die TAZARA-Eisenbahnlinie von Daressalam nach Tunduma und weiter nach Sambia. | Hier fehlt eine Grafik, die leider im Moment aus technischen Gründen nicht angezeigt werden kann. Wir arbeiten daran! |

## Politik
Makambako ist ein städtischer Wahlkreis (Town council), in dem alle fünf Jahre ein Stadtrat gewählt wird. Der Rat besteht aus 18 Mitgliedern. Bei der Wahl im Jahr 2015 gingen 13 Sitze an die „Partei der Revolution“ (CCM) und fünf Sitze an die „Partei für Demokratie und Fortschritt“ (CHADEMA).